# The Skin Game (1931)
The Skin Game is een Britse film uit 1931, geregisseerd door Alfred Hitchcock. De film is gebaseerd op een toneelstuk van John Galsworthy. De hoofdrollen worden vertolkt door Edmund Gwenn, Helen Haye en C.V. France.

## Verhaal
De film draait om een vete tussen twee rivaliserende families: de Hillcrists en de Hornblowers. Sinds generaties zijn de Hillcrists een rijke en machtige familie die belang hecht aan eeuwenoude tradities. De Hornblowers daarentegen behoren tot de nouveaux riches, parvenus die nog maar pas rijk geworden zijn. Onderliggende motieven in het verhaal zijn de strijd tussen de verschillende sociale klassen alsook de industrialisering en de urbanisatie van het platteland.
Mr. Hornblower heeft in het verleden grond gekocht van Mr. Hillcrist, met de belofte de mensen die op zijn nieuw verworven eigendommen leven daar te laten wonen. Maar hij is van plan nog meer landerijen op te kopen en toch boeren te onteigenen om zo een aantal fabrieken te kunnen bouwen. De Hillcrists doen al het mogelijke om te voorkomen dat hij het waardevol stuk land direct naast hun huis ook in handen krijgt. Bij een veiling verwerft Mr. Hornblower toch het land. De Hillcrists ontdekken echter een duister geheim over Hornblower’s schoondochter Chloe. Zij heeft in het verleden meegewerkt aan valse echtscheidingszaken door zich voor te doen als de “nieuwe vriendin” van mannen die wilden scheiden. Ze chanteren Hornblower met deze kennis om hem te dwingen het stuk land aan hen te verkopen.
Het geheime verleden van Chloe lekt toch uit, alhoewel Hornblower op de eisen van de Hillcrists ingegaan is. Bang dat haar echtgenoot het ook zal vernemen, gaat Chloe naar de Hillcrists om hen te smeken het geheim te bewaren. Haar echtgenoot komt echter onverwachts binnenvallen en eist dat de Hillcrists hem het geheim dat ze blijkbaar kennen vertellen. Mr. Hillcrist wil zijn belofte aan Chloe niet breken, en verzint daarom een verhaal. Chloe’s echtgenoot trapt er echter niet in en dreigt zijn huwelijk met Chloe te beëindigen, ofschoon Chloe zwanger van hem is.
Chloe kan dit niet verwerken en verdrinkt zichzelf in de vijver achter het huis. Mr. Hornblower beschuldigt de Hillcrists ervan hem en zijn familie geheel te hebben verwoest. De Hillcrists proberen zich daarvoor tevergeefs te verontschuldigen.

## Rolverdeling
| Acteur          | Personage       |
| --------------- | --------------- |
| C.V. France     | Mr Hillcrist    |
| Helen Haye      | Mrs Hillcrist   |
| Jill Esmond     | Jill            |
| Edmund Gwenn    | Mr Hornblower   |
| John Longden    | Charles         |
| Phyllis Konstam | Chloe           |
| Frank Lawton    | Rolf            |
| Herbert Ross    | The Jackmans    |
| Dora Gregory    | The Jackmans    |
| Edward Chapman  | Dawker          |
| R.E. Jeffrey    | First Stranger  |
| George Bancroft | Second Stranger |
| Ronald Frankau  | Auctioneer      |

## Achtergrond
The Skin Game wordt door critici vaak gezien als een dieptepunt in Hitchcocks carrière. Hitchcock was zelf ook niet blij met de film; iets dat tijdens de opnames al duidelijk werd. Zo bracht Hitchcock de meeste tijd tijdens de opnames door met demonstraties geven aan de acteurs van hoe hij wilde dat ze een scène zouden spelen.
Hitchcock leerde dankzij zijn teleurstelling over The Skin Game om te profiteren van de volgende toneelstukverfilming die hij toegewezen kreeg; Number Seventeen. Hij veranderde deze in een burleske.
De rechten op The Skin Game zijn sinds 2005 in handen van Canal+.